# Placy (Manche)
Pour l’article homonyme, voir Placy.
Pour un article plus général, voir Placy-Montaigu.
Placy est une ancienne commune française du département de la Manche. 

## Historique
En 1834, la commune fusionne avec Montaigu pour former la nouvelle commune de Placy-Montaigu.

## Démographie
| 1793 | 1800 | 1806 | 1821 | 1831 |
| ---- | ---- | ---- | ---- | ---- |
| 368  | 375  | 410  | 474  | 508  |